# Schätzer
Den Beruf des Schätzers oder Schätzmeisters gibt es schon sehr lange. Daher lassen sich folgende alte Berufsbezeichnungen finden: Wardein, Schatter, Schattmann, Taxator, aestimator, aestimator panis (Brotbeschauer), aestimator rerum (Aufschlageinnehmer). Diese Bezeichnungen finden sich heute noch als Familiennamen wieder.
Schätzer beschäftigen sich sowohl mit der Wertermittlung von Sachwerten, wie zum Beispiel Grundstücken, Antiquitäten oder Kunstgegenständen, als auch von immateriellen Werten, wie beispielsweise Marken, Logos und Corporate Identity.
Heute wird der allgemeine Begriff „Schätzer“ nur noch selten verwendet, zum Beispiel bei der Bodenschätzung. Der Begriff Gutachter ist mittlerweile eher geläufig.
Der Wert einer Sache wird bei der Schätzung häufig von einem Sachverständigen oder Experten ermittelt, der anhand seiner Erfahrung beziehungsweise mithilfe standardisierter Verfahren einen aus seiner Sicht angemessenen Wert festlegt.
Ein Schätzer wird demzufolge regelmäßig bei folgenden Fällen konsultiert:
- anstehender Verkauf oder Kauf von Grundstücken, Waren, Dienstleistungen, Unternehmen
- anstehende Schenkung oder Vererbung von Werten
- Streitfälle über den Wert einer Ware, Dienstleistung usw.
- Kalkulation des Marktwerts von Unternehmen oder Firmen
- Bewertung von Unfallschäden und ähnlichen Versicherungsfällen

Die Meinung des Schätzers ist nicht immer zwingend bindend. Man kann den Wert von anderen Schätzern immer wieder neu feststellen lassen. Um die Situation eines Streitfalls oder eines Verkaufs allerdings zu lösen, hilft letzteres aber nicht. Bei Unfallschäden an Fahrzeugen muss bzw. darf man sich sogar auf das Urteil des ersten Sachverständigen verlassen.